# 橋井モリソン
橋井 モリソン（はしい もりそん、2001年5月21日 - ）は、鳥取県米子市出身のサッカー選手。ポジションはFW。

## クラブ歴
後藤ヶ丘中学校では問題児であった。その後、進学した立正大学淞南高等学校でもトラブルを起こし中退。SC鳥取ドリームスで選手となった。2019年夏にハインズ・コミュニティ大学に進学。
2020年にアラブ首長国連邦3部のUAEセカンド・ディヴィジョン・リーグに所属するアル・ヒラル・ユナイテッドFCに加入。2021年2月2日にアルビレックス新潟シンガポールへの加入内定が発表された。